# Epilobocera sinuatifrons
Epilobocera sinuatifrons е вид ракообразно от семейство Pseudothelphusidae.

## Разпространение
Видът е разпространен в Американски Вирджински острови и Пуерто Рико.